# Lauv
Lauv, właśc. Ari Staprans Leff (ur. 8 sierpnia 1994 w San Francisco) – amerykański piosenkarz, autor tekstów i producent muzyczny. 
Jego pseudonim sceniczny wywodzi się od słowa „lauve”, co po łotewsku oznacza lew.

## Życiorys
Lauv urodził się w San Francisco jako syn Silviji (z domu Staprāns), Łotyszki, i Stuarta Leffa, żydowskiego Amerykanina. Odwiedzał krewnych i spędzał wakacje w domku dziadka w nadmorskim mieście Jurmała. Ukończył New York University na kierunku technologia muzyczna w Steinhardt School. 
3 października 2015 roku wydał swój debiutancki minialbum Lost in the Light, z którego wydano dwa single „The Other” oraz „Reforget”. Następnie skupił się nad pisaniem i produkcją piosenek dla innych artystów. Efektem jego współpracy z Cheat Codes jest singel „No Promises” nagrany z udziałem Demi Lovato. 
19 maja 2017 roku ukazał się singel „I Like Me Better”, który stał się hitem na całym świecie osiągając w Stanach Zjednoczonych status trzykrotnej platynowej płyty za sprzedaż trzech milionów egzemplarzy. Utwór znalazł się na wydanym rok później albumie kompilacyjnym I Met You When I Was 18 (The Playlist). Jesienią 2017 roku Lauv wystąpił na kilku koncertach jako support podczas trasy koncertowej Divide Tour Eda Sheerana w Azji.
4 stycznia 2019 roku miał swoją premierę singel „I'm So Tired...” nagrany wspólnie z Troye Sivan. W lutym obaj artyści wykonali piosenkę na żywo w programie Jimmy Kimmel Live. Utwór osiągnął spory sukces plasując się między innymi na ósmym miejscu notowania UK Singles Chart. W kwietniu 2019 roku Lauv wydał singiel i teledysk do utworu „Drugs & the Internet”, który napisał, gdy zmagał się z uczuciem pustki i depresji. Utwór ukazał się jako drugi singel z jego debiutanckiego albumu How I'm Feeling, którego premiera odbyła się 6 marca 2020 roku.
Jego pseudonim sceniczny Lauv oznacza lwa w języku łotewskim, podobnie jak imię Ari w języku hebrajskim, a jego znakiem zodiaku jest Lew.

## Dyskografia

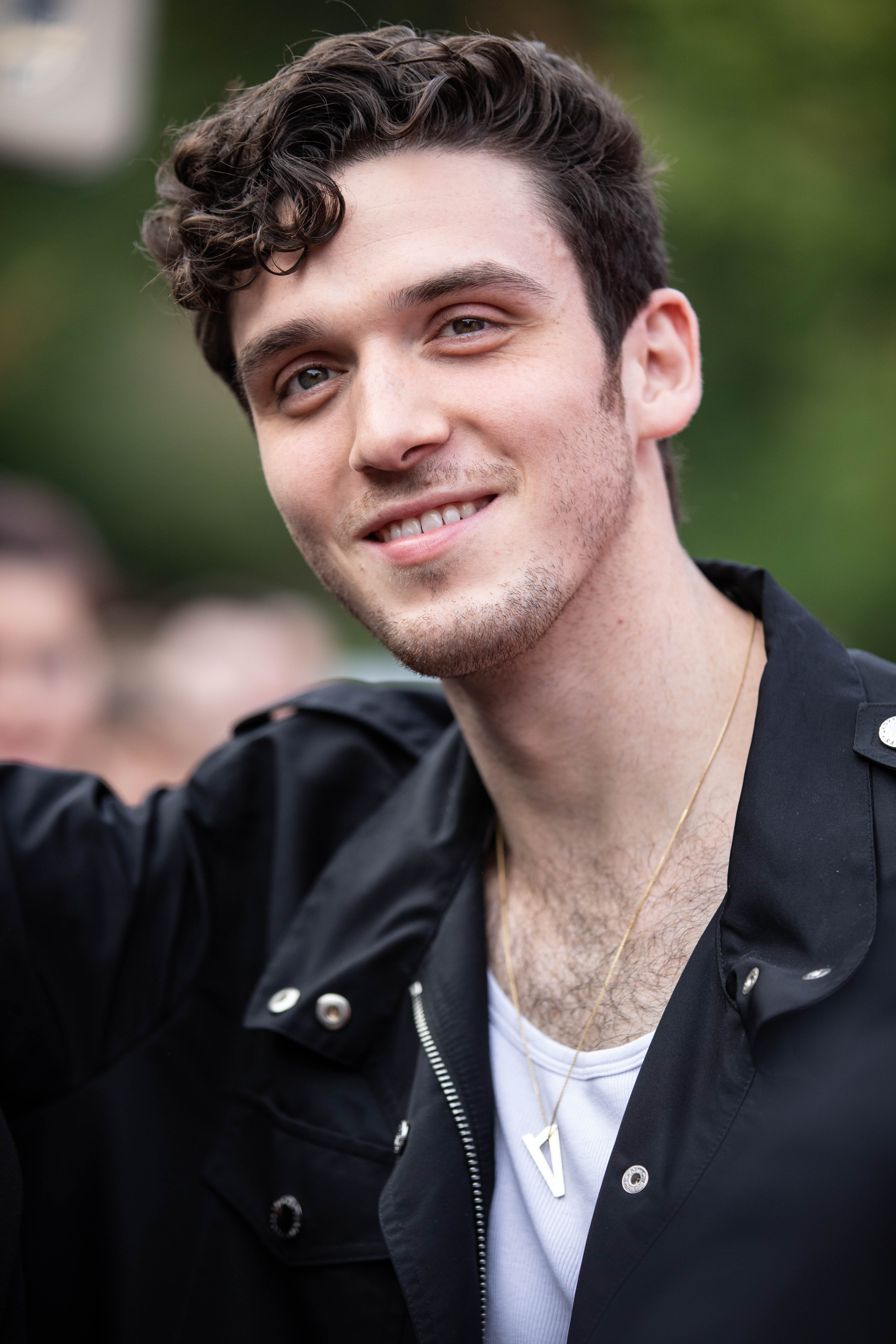
Lauv na SWR3 New Pop Festival w 2018 roku

### Albumy studyjne
- How I'm Feeling (2020)[11]

### Kompilacje
- I Met You When I Was 18 (The Playlist) (2018)

### Minialbumy (EP)
- Lost in the Light (2015)
- Lauv (2017)

### Single
- 2015: The Other
- 2015: Reforget
- 2016: Question (feat. Travis Mills)
- 2016: Breathe
- 2016: The Story Never Ends
- 2017: I Like Me Better
- 2017: Easy Love
- 2017: Paris in the Rain
- 2018: Getting Over You
- 2018: Chasing Fire
- 2018: Bracelet
- 2018: Paranoid
- 2018: Enemies
- 2018: Never Not
- 2018: Superhero
- 2018: There’s No Way (feat. Julia Michaels)
- 2019: I’m So Tired… (z Troye Sivan)
- 2019: Drugs & the Internet
- 2019: Sad Forever
- 2019: Fuck, I’m Lonely (feat. Anne-Marie)
- 2019: Feelings
- 2019: Sims